# Вадим Бенковіч
Вадим Бенковіч — ізраїльський хірург-ортопед, фахівець з ендопротезування колінних і тазостегнових суглобів. Завідувач відділенням ендопротезування медичного центру «Сорока», завідувач кафедри ортопедичної хірургії Університету ім. Бен-Гуріона.

## Біографія
Вадим Бенковіч закінчив Медичну школу ім.Саклера Тель-Авівського університету. Пройшов спеціалізації з ортопедії в медичному центрі Сорока (Ізраїль, г.Беер-Шева), з ендопротезування суглобів в NYU Langone Orthopedic Hospital і з ортопедичної травматології в Tampa General Hospital (Флорида, США). 
У 1999 році отримав звання лікаря-спеціаліста (מומחה) з ортопедичної хірургії та ендопротезування суглобів. 
У 2002 і 2003 рр. пройшов стажування по первинній і ревізійної артропластики колінного суглоба у Великій Британії.
Є засновником Ізраїльського центру здоров'я суглобів і хребта «Йонатан» і очолює відділення ендопротезування суглобів в цьому центрі.

## Медична та наукова діяльність
Виконує операції по заміні колінних і тазостегнових суглобів. Одним з перших ортопедів Ізраїлю виконав операцію по заміні суглоба із застосуванням 3D друку.
Займається дослідженням тромбопрофілактики після операцій ендопротезування, є автором ряду наукових робіт, опублікованих в журналах Trauma Case Reports, Journal of Orthopaedic Trauma, Acta Cytologica, Clinical Biomechanics, ISRN Orthopedics, New England Journal of Medicine.
Доктор Бенковіч постійно виступає в ізраїльських ЗМІ, популяризуючи медичні знання.